# JAMWiki
JAMWiki — вики-движок, написанный на Java, servlets и JSP. Движок создан и поддерживается Райяном Холлидеем (англ. Ryan Holliday), распространяется под лицензией LGPL.
Несмотря на то, что JAMWiki внешне очень похожа на MediaWiki и даже использует тот же вики-синтаксис, это не клон MediaWiki, а независимая её реализация, написанная на другом языке программирования и использующая иную схему баз данных.

## История
Райн Холлидей начал разработку движка в июне 2006 года. Первая ревизия датируется 15 июня 2006 года.

## Системные требования
JAMWiki требует веб-сервер приложений (например, Tomcat версии 5.5 и выше или Websphere), который поддерживает следующие спецификации:
- Java 5 или выше
- Servlet 2.4 или выше
- JDBC 3.0 или выше (если используется внешняя база данных)

В конфигурации JAMWiki можно указать, где хранить данные — либо во внешней базе данных, либо использовать встроенную версию HSQL, которая уже включена в дистрибутив. Для использования встроенной базы данных никакого дополнительного программного обеспечения или настроек проводить не нужно.
В JAMWiki встроена поддержка последних версий следующих баз данных:
- H2
- HSQL
- MySQL
- Oracle
- Postgres
- DB2 (experimental)
- DB2/400 (experimental)
- MS SQL Server (experimental)
- Sybase (experimental)

### Сайты на движке JAMWiki
- Вики на linux.org.ru (в 2015 году была закрыта)
- Ultrastudio.org